# Каннский кинофестиваль 1980
33-й Каннский кинофестиваль 1980 года прошёл с 9 по 23 мая в Каннах (Франция).

## Жюри
- Кирк Дуглас, актёр ( США) — председатель
- Кен Адам, художник-постановщие ( Великобритания)
- Роберт Бенаюн, писатель ( Франция)
- Велько Булайич, актёр ( Югославия)
- Лесли Карон, актриса ( Франция)
- Чарльз Чамплин, кинокритик и писатель ( США)
- Андре Дельво, кинорежиссёр ( Бельгия)
- Джан Луиджи Ронди, кинорежиссёр и критик ( Италия)
- Майкл Спенсер, продюсер ( Канада)
- Альбина дю Буарувре, журналист ( Франция)

## Фильмы в конкурсной программе
| Победители выделены отдельным цветом. |

| Название                       | Оригинальное название      | Режиссёр          | Страна                           |
| ------------------------------ | -------------------------- | ----------------- | -------------------------------- |
| Весь этот джаз                 | All That Jazz              | Боб Фосс          | США                              |
| Будучи там                     | Being There                | Хэл Эшби          | США                              |
| Большая красная единица        | The Big Red One            | Сэмюэл Фуллер     | США                              |
| Объездчик Морант               | Breaker Morant             | Брюс Бересфорд    | Австралия                        |
| Прощай, Бразилия!              | Bye Bye Brasil             | Карлус Диегис     | Бразилия, Франция, Аргентина     |
| Константа                      | Constans                   | Кшиштоф Занусси   | Польша                           |
| Преданность                    | Dedicatoria                | Хайме Чаварри     | Испания                          |
| Тихий день начинается          | Ek Din Pratidin            | Мринал Сен        | Индия                            |
| Фантастика                     | Fantastica                 | Жиль Карль        | Франция, Канада                  |
| Вторая жена                    | Örökség                    | Марта Месарош     | Венгрия, Франция                 |
| Ягуар                          | Jaguar                     | Лино Брокка       | Филиппины                        |
| Кагемуся: Тень воина           | 影武者                     | Акира Куросава    | Япония                           |
| Прыжок в пустоту               | Salto nel vuoto            | Марко Беллоккьо   | Италия, Франция                  |
| Скачущие издалека              | The Long Riders            | Уолтер Хилл       | США                              |
| Байан Ко: Моя родная страна    | Bayan ko: Kapit sa patalim | Лино Брокка       | Филиппины                        |
| Лулу                           | Loulou                     | Морис Пиала       | Франция                          |
| Недостающее звено              | Le Chaînon manquant        | Пича              | Франция                          |
| Мой американский дядюшка       | Mon oncle d’Amérique       | Ален Рене         | Франция                          |
| Как гром среди ясного неба     | Out of the Blue            | Деннис Хоппер     | Канада                           |
| Отстранён от дел               | Kaltgestellt               | Бернхард Зинкель  | ФРГ                              |
| Спасай, кто может (свою жизнь) | Sauve qui peut (la vie)    | Жан-Люк Годар     | Франция, Австрия, ФРГ, Швейцария |
| Специальное лечение            | Посебан третман            | Горан Паскальевич | Югославия                        |
| Терраса                        | La Terrazza                | Этторе Скола      | Италия, Франция                  |
| Неделя отпуска                 | Une semaine de vacances    | Бертран Тавернье  | Франция                          |

## Особый взгляд
- Дело кролика
- Чонтвари
- Кандидат
- Женщина-ребёнок
- Проклятые, я вас люблю
- Легенда о Таре
- Егерь
- Дороги в ночи
- Portrait of a '60 % Perfect Man': Billy Wilder
- Sitting Ducks
- Der Willi-Busch-Report
- Дом Кристофера
- Days of Dreams

## Фильмы вне конкурсной программы
- Битое стекло
- Город женщин
- Молния над водой
- Нэчжа покоряет морского дракона
- Я фотогеничен
- Сталкер
- Телепат
- Public Telephone
- SuperTotò
- Le risque de vivre

## Короткометражные фильмы
- Приморская женщина
- Танец неба
- Исполнитель
- Куб
- Рельсы
- Arrêt momentané
- The Beloved
- Grandomaniya
- Magyar kepek
- La Petite enfance du cinéma
- Scheherazade
- Z górki

## Награды
- Золотая пальмовая ветвь:
  - Весь этот джаз, режиссёр Боб Фосси
  - Тень воина, режиссёр Акира Куросава
- Гран-при: Мой американский дядюшка, режиссёр Ален Рене
- Приз жюри: Константа, режиссёр Кшиштоф Занусси
- Приз за лучшую мужскую роль: Мишель Пикколи — Прыжок в пустоту
- Приз за лучшую женскую роль: Анук Эме — Прыжок в пустоту
- Лучший актёр второго плана: Джек Томпсон — Объездчик Морант
- Лучшая актриса второго плана:
  - Милена Дравич — Специальное лечение
  - Карла Гравина — Терраса
- Приз за лучший сценарий: Терраса
- Технический гран-при: Le Risque de vivre
- Золотая пальмовая ветвь за короткометражный фильм: Приморская женщина
- Приз жюри за короткометражный фильм:
  - Исполнитель
  - Куб
- Золотая камера: История Адриена
- Приз международной ассоциации кинокритиков (ФИПРЕССИ): Мой американский дядюшка
- Приз ФИПРЕССИ — особый взгляд: Гайдзин – дороги свободы
- Приз экуменического (христианского) жюри:
  - Сталкер
  - Константа